# 馬真塔戰役

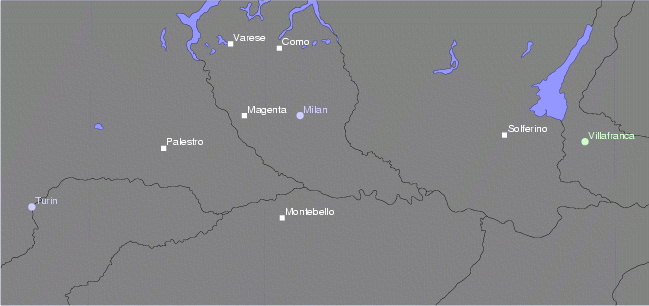
第二次義大利獨立戰爭地圖

馬真塔戰役發生於1859年6月4日，是第二次義大利獨立戰爭的一部份，最終法薩聯軍在拿破崙三世的率領下擊敗了久洛伊·费伦茨元帥指揮的奧軍。
這場戰役發生於北意的馬真塔，當時拿破崙三世的部隊渡過了提契諾河，並包抄尤來元帥部的右翼，迫使後者戰敗撤退。馬真塔附近是遼闊的果園，同時由許多溪流和灌溉渠道分割成數個區塊這讓雙方都無法進行過於精細的調動部隊。奧軍將每棟房子都化為小型要塞。法軍的主力由帝國近衛隊中的5000名擲彈兵組成（身上著的制服還是第一帝國時期的風格）。馬真塔戰役的規模並非特別大，但對法薩聯軍來說仍是場決定性的勝利。帕特里斯·麥克馬洪在這場戰役中功勳彪炳，因而被封為馬真塔公爵，後來他還成為法蘭西第三共和國的總統。
由於法薩聯軍中幾乎都是法軍（58000名法軍及1100名薩軍），所以這場勝利也被認為幾乎是法軍的勝利。

## 相關事務

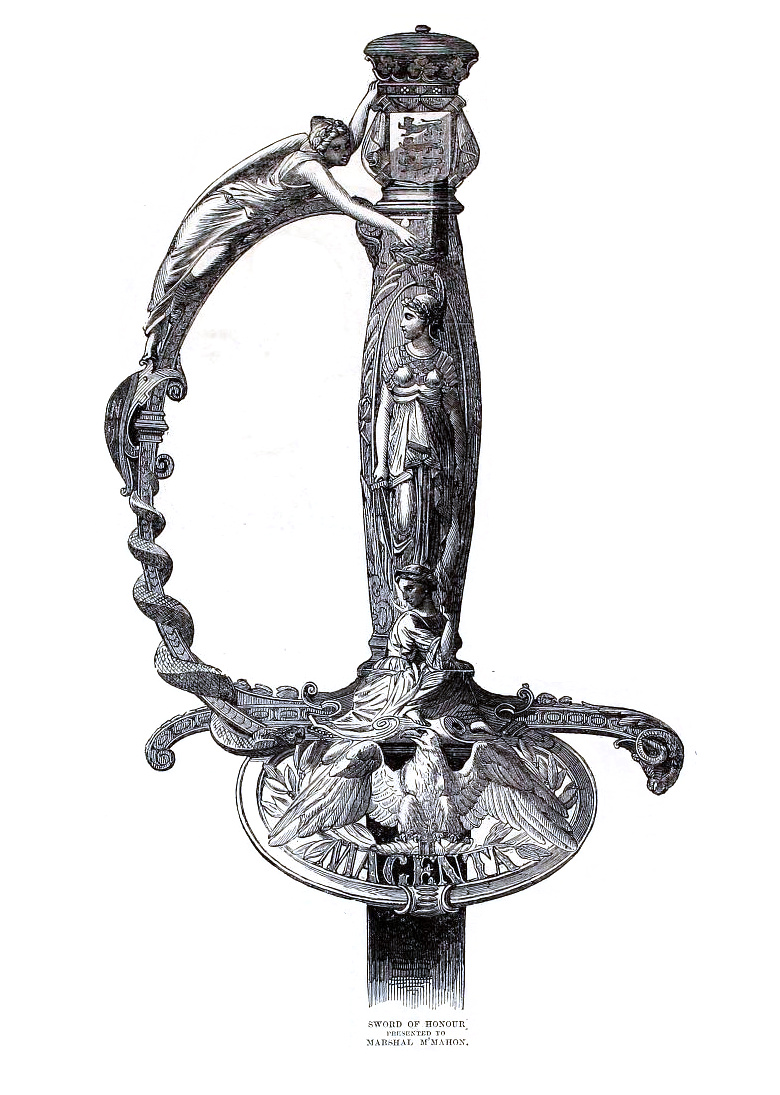
榮譽寶劍

1859年的時候，發現了一種洋紅色的染料，該染料的原本名稱（品紅色、fuchsia）也在這場戰役後被命名為馬真塔（magenta），巴黎的馬真塔大道也是於同年得此名。